# KOPERGIETERY

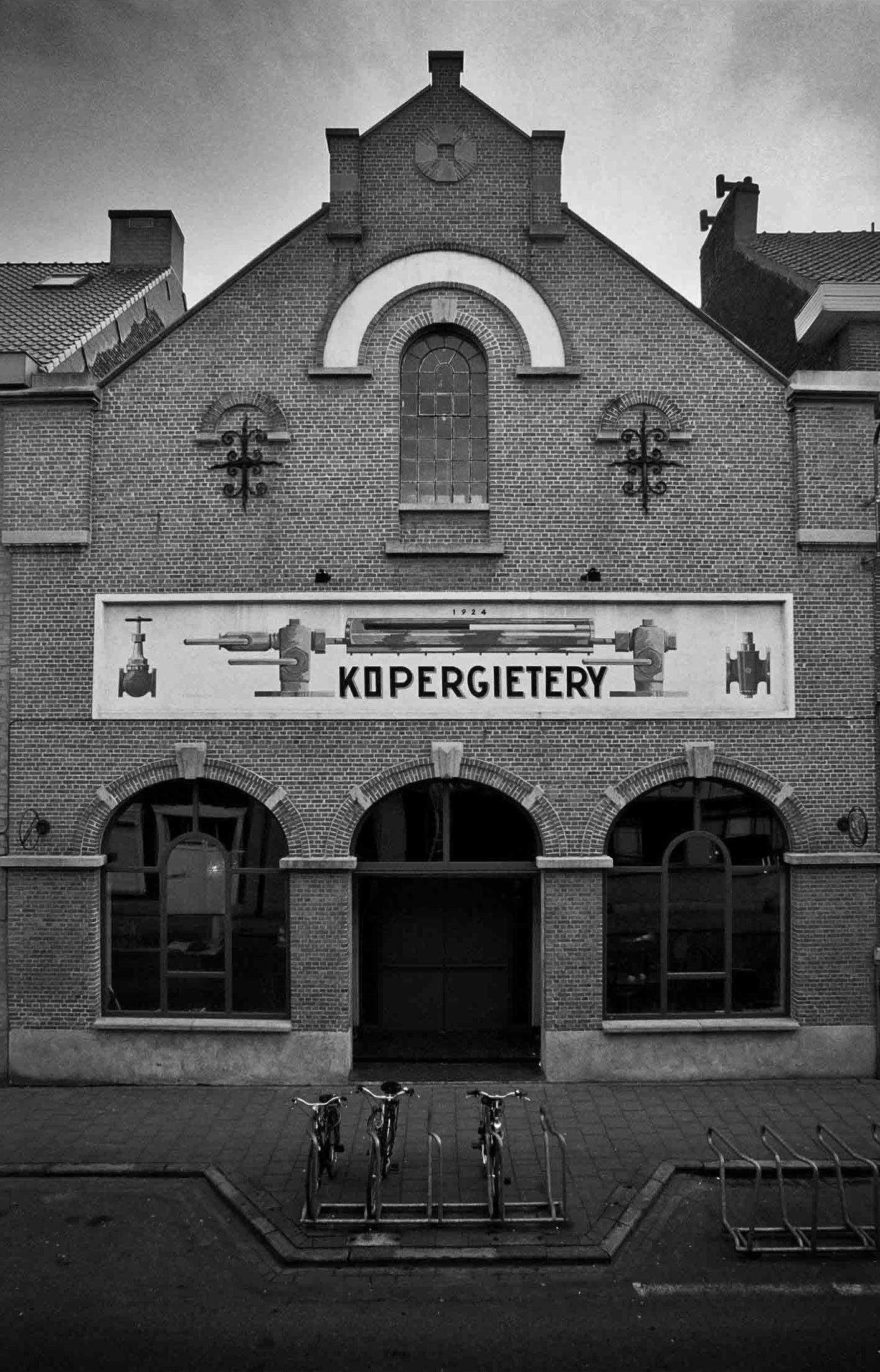
KOPERGIETERY

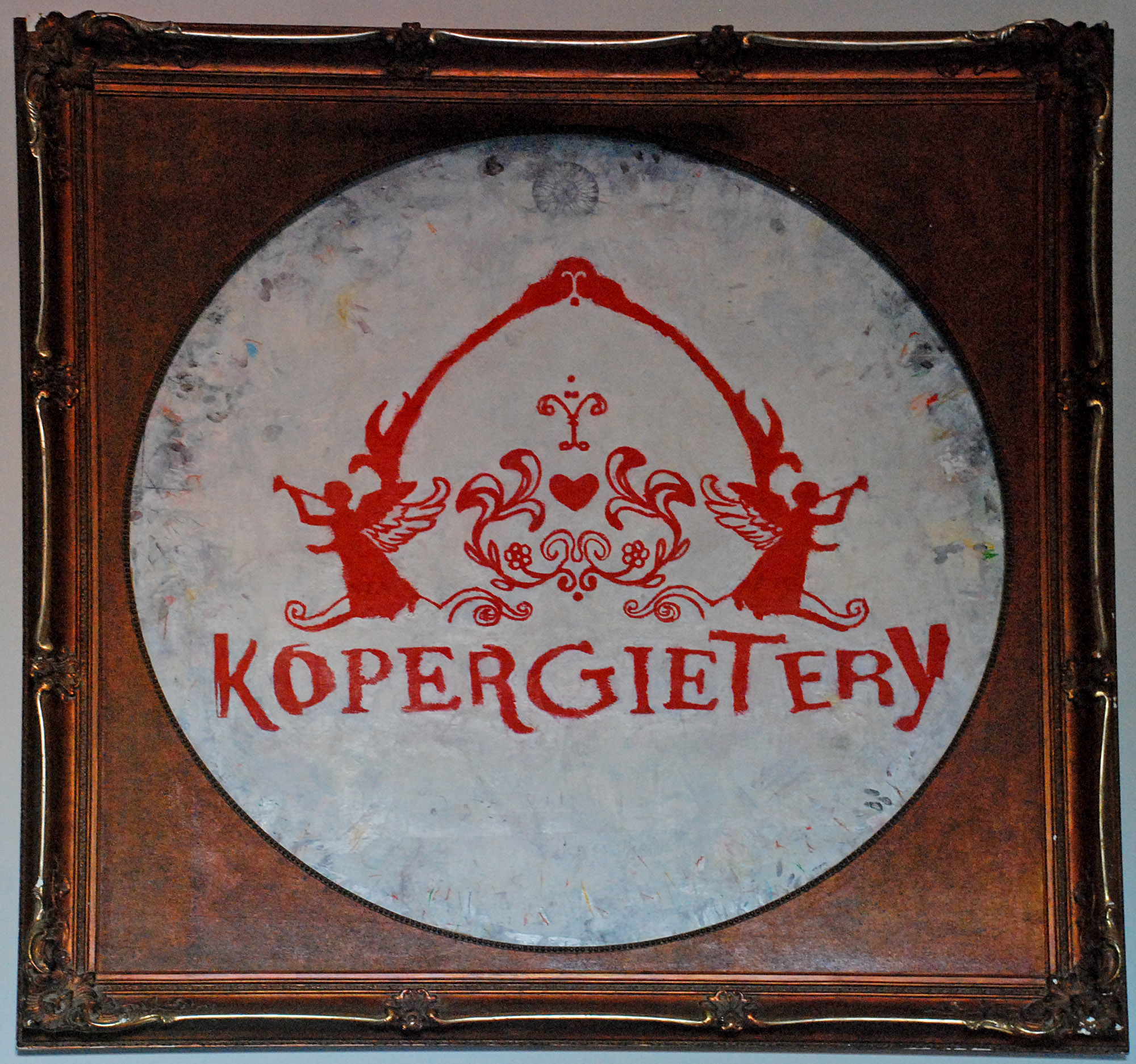

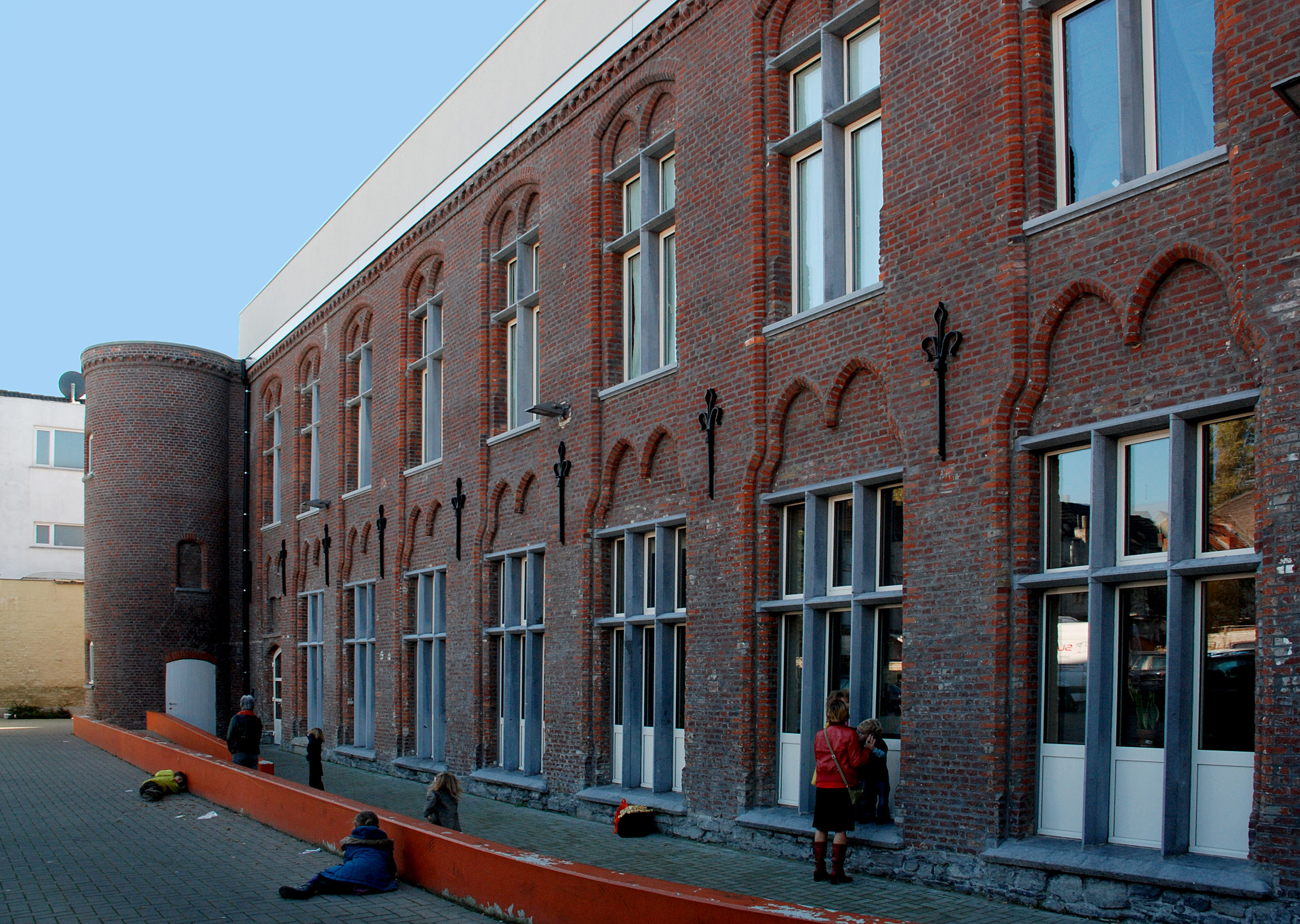
Kopergietery Gent

KOPERGIETERY is een Vlaams kinderkunstencentrum (dans, muziek en theater), sinds 1993 gevestigd in een voormalig fabriekspand van de Kopergieterij Rosseau in de Gentse binnenstad. 
Het centrum verzorgt naast workshops voor kinderen en jongeren ook jaarlijks enkele eigen theaterproducties die reizen in binnen- en buitenland. kopergietery ontstond uit Speelteater Gent, opgericht in 1978 door Eva Bal en werd tot 2001 nog Speelteater/Kopergietery genoemd. In 2003 volgde Johan De Smet de oprichtster als artistiek directeur op.
Het gezelschap maakt jaarlijks een viertal producties met professionele acteurs en/of kinderen/jongeren uit de Theaterateliers. Regelmatig gaat KOPERGIETERY een samenwerking aan met binnen- of buitenlandse gezelschappen. Zo creëerde ze onder andere voorstellingen in coproductie met het theatergezelschap Ontroerend Goed, Studio Orka, Staatstheater Oldenburg, Dschungl Wien, Mambocito Mio en Het KIP.

## Prijzen
- VSCD-Mimeprijs 2015
- Gouden Krekel 'meest indrukwekkende productie' 2014 voor De Geschiedenis van de Wereld (aan de hand van banaliteiten), regie Johan De Smet
- Gouden Krekel 'meest indrukwekkende productie' 2008 voor De Legende van Woesterdam, regie Johan De Smet i.s.m. Martine Decroos, coproductie met Studio Orka